# 陳光朝
陈光朝（越南语：／，1287年—1325年），越南陈朝宗室、官员、诗人。
陈光朝是興讓大王陳國顙的长子，也是兴道大王陈国峻的孙子。1301年，被封为文惠王。其妻上珍公主死去的时候，陈明宗亲临其丧，陈光朝若无戚容。所有人都认为陈光朝会续弦，但陈光朝却出人意料地出家为僧直到逝世。
1324年，被封为入内检校司徒。翌年薨。
与其在政治上碌碌无为相对的是，陈光朝在当时是一位著名诗人。他与阮鬯、阮忠彥、阮億等人是“碧洞诗社”的代表人物。著有《菊塘邸抄》。其诗作《舟中独酌》意境清幽静寂，反映了格调高雅，萧索中透出精致的风格。后黎朝官员潘孚先辑录的《越音诗集》中有他的诗作11首。